# Pharmacode (Schweiz)
Der Pharmacode ist ein numerischer Identifikationsschlüssel, um im Schweizer Gesundheitsmarkt Artikel eindeutig zu referenzieren. Er kann mit dem Strichcode-Standard Code39 kodiert werden. Der Pharmacode muss von den Herstellern der Artikel bei der Firma HCI Solutions AG kostenpflichtig beantragt werden. Die Nummer kann über die INDEX-Datenbankprodukte von HCI Solutions AG bezogen werden und ist im refdatabase-Artikelstamm von Refdata öffentlich zugänglich. Sie war zudem bis Ende 2014 in der Spezialitätenliste des Bundesamtes für Gesundheit enthalten.

## Geschichte
In den 1970er Jahren wurden in mehreren europäischen Ländern elektronische Übermittlungsprotokolle für die Bestellungen von Apotheken beim Grossisten eingeführt. Diese Protokolle verwendeten praktisch alle einen siebenstelligen numerischen Schlüssel; in der Schweiz wird der Schlüssel als Pharmacode, in Deutschland und Österreich als Pharmazentralnummer (PZN) bezeichnet.

## Einsatz
Neben der ursprünglichen Verwendung in der Logistikkette wird der Pharmacode heute ebenfalls zur elektronischen Abrechnung zwischen Leistungserbringer und Kostenträger eingesetzt. Auch zahlreiche Systeme zur elektronischen Verschreibung verwenden den Pharmacode. Ebenso sind Serviceleistungen von Apotheken mit einem Pharmacode codiert.

## Zukunft
Der Nummernvorrat des ursprünglich nur siebenstelligen Pharmacodes war 2011 zu mehr als 2/3 aufgebraucht. Dem technischen Fortschritt entsprechend wurde daher der Datentyp im 2015 vom bisherigen siebenstelligen String mit führendem Padding auf einen normalen Integer (Datentyp) umgestellt. Damit stieg die Anzahl möglicher Werte von bisher 10 Mio. auf 2 Mia., der Nummernvorrat ist damit auf lange Frist gegeben.
Um zukünftig eindeutige Referenzierungen mit einem durchgehenden und für den Schweizer Markt vollständigen Schlüssel garantieren zu können, vereinbarten  GS1 (Schweiz) und e-mediat AG (die Vorgängerfirma von HCI Solutions AG) zudem eine durchgängige Ergänzung des Pharmacode durch die international verbreitete Global Trade Item Number (GTIN).  Jedem Pharmacode wird dabei auch eine GTIN zugeordnet.